# Axel Gustaf Magnus von Arbin
Axel Gustaf Magnus von Arbin, före 1762 Arbin, född 24 juni 1739 i Färentuna församling, död 1 april 1828 i Stockholm, var en svensk militär. Han var brorson till Axel Magnus von Arbin.
von Arbin var son till kaptenen vid fortifikationen Georg Arbin. Efter avslutade skolstudier blev han kadett vid artilleriet 1756. Redan som nybliven artillerikadett anställdes Arbin vid fästningbyggnationen vid Sveaborg men kommenderades 1758 sedan han befordrats till sergeant till Pommern där han deltog i sjuårskriget. Han tjänstgjorde där i fält och deltog bland annat i Demmins försvar september 1758, i befästandet av Gützkower fähr, i slaget vid Prenzlau, förstörandet av bron vid Anklam och anfallet på Malchin. Han hade under tiden i april 1759 till konduktör på fältstat vid fortifikationen.
År 1762 återkom han till Sveaborg där han på nytt anställdes vid fästningsbyggnaden och förflyttades 1763 till finska brigaden. Han kom sedan att tjänstgöra vid Sveaborg ända fram till fästningens kapitulation 1808. 1772 befordrades han till löjtnant, 1776 till kapten, 1784 till major och blev 1794 generalkvartermästarelöjtnant. Redan 1761 erhöll von Arbin tyskt adelskap av kejsaren, och sedan han 1772 stött Gustav III under hans statskupp blev han även svensk adelsman (introducerad 1776). 1797 blev han riddare av Svärdsorden.
Då von Arbin efter fredsslutet 1810 återkom till Stockholm fick han nu en placering här. 1811 överfördes han vid ingenjörkårens omorganisation till indragningsstat efter att kort dessförinnan ha befordrats till överste. Under sina sista år kom han att tjänstgöra som ledamot av krigshovrätten. Han är begravd på Norra begravningsplatsen utanför Stockholm.
von Arbin var gift första gången med Brita Charlotta Taube och andra gången med Kristina Lovisa Stjernschantz.